# Marina Marta Vlad
Marina Marta Vlad (n. 8 martie 1949, București, România) este o compozitoare română.

## Biografie
Marina Marta Vlad s-a născut la București. A studiat vioara cu Cecilia Geantă la Liceul de Muzică din București și a absolvit Universitatea Națională de Muzică din București în 1973. A primit un premiu pentru compoziție de la universitate. După terminarea studiilor, a lucrat la aceeași universitate, unde a predat până în 2002. S-a căsătorit cu compozitorul Ulpiu Vlad.

## Opera
Opera lui Marina Marta Vlad include:
Lucrări pentru orchestră:
- Symphonic Movement, 1979
- Imagini pentru coarde și orchestră, 1980

Ansamblu cameral:
- Sonata pentru vioară și pian, 1978
- Cvartet de coarde No. 1, 1981
- Cvartet de coarde No. 2, 1982
- Inscripții pentru pace (trio de coarde no. 1) pentru vioară, violă și violoncel, 1984
- Vis de pace (trio de coarde no. 2) pentru vioară, violă și violoncel, 1985
- Trio de coarde No. 3, pentru vioară, violă și violoncel, 1986
- Raze de lumină, pentru flaut, oboi și clarinet, 1988
- Gânduri de viitor, pentru flaut, vioară, violă și violoncel, 1989
- Natura moartă I, pentru oboi, 1996
- Natura moartă II, pentru clarinet, 1997
- Natura moartă IV, pentru vioară, 1998
- Natura moartă V, pentru violă, 1999
- Natura moartă VI, pentru violoncel, 2000
- Natura moartă VII, pentru flaut, 2000
- Natura moartă VIII, pentru fagot, 2001

Lucrări corale:
- Pământul acestei țări (text de Ion Brad), cântată pentru bariton, cor mixt și orchestră, 1987

Lucrări pentru pian:
- Rondo, 1978
- Sonata, 1981
- Legenda, 1983
- În căutarea jocului, 1983
- În căutarea jocului No. 2, 1994
- Natura moartă III, 1997